# Giuseppe Giusti Sinopoli
Giuseppe Giusti Sinopoli (Agira, 24 febbraio 1866 – Roma, 10 luglio 1923) è stato un drammaturgo italiano.

## Biografia
La sua attività di drammaturgo e commediografo lo pone tra i più rappresentativi del verismo nel teatro siciliano. Iniziò a scrivere ancora molto giovane; le sue prime opere sono, Versi e 20 settembre 1870. Nel 1890 scrisse Muschigghiunazzu niuru (tradotto in italiano: "Mosconaccio nero"). 
L'area di Agira, ove risiedeva, era una delle tante del tempo ad essere costellata intorno di miniere di zolfo; la sua professione di maestro di scuola elementare lo costringeva ogni giorno a percorre a piedi la strada di campagna Orselluzzo-Piano della Corte per raggiungere Nissoria, dove insegnava in compagnia dei minatori agirini che raggiungevano la solfara Zimbalio. Fu così che raccogliendo le confidenze dei minatori, concepì (forse la migliore tra le sue opere drammaturgiche) La Zolfara in cui dipingeva a chiare tratte la dura vita che allora si conduceva nelle miniere di zolfo e nel personaggio Vanni che compiva un gesto di rivolta come tentativo di riscatto, rappresentava simbolicamente la classe degli umili e degli oppressi che nell'opera di altri scrittori veristi siciliani veniva dipinta come destinata unicamente alla sottomissione e alle rinunce. 
Il 13 settembre 1895 a Catania si tenne la prima della La Zolfara.
L'opera fu presentata al pubblico dalla "Compagnia Drammatica Dialettale Siciliana Nino Martoglio" con attori del calibro di Giovanni Grasso, Angelo Musco, Rosina Anselmi, Giovanni Emanuel, Achille Vitti, Carolina Balistrieri ed altri e ne divenne il "cavallo di battaglia" nei teatri di varie parti del mondo. 
Nelle opere il Signor Mastru Sinnacu, del 1903, e Fargaris di Spagna, del 1904, rappresenta il potere delle classi dominanti che travalica i termini economici includendo quelli culturali e ideologici; vengono evidenziate la superstizione, il bigottismo e l'acquiescienza alla stagnante tradizione culturale feudale e spagnoleggiante in special modo nel Fargaris, una satira di tali costumi e mentalità. In essa uno stagnino ignorante, infatuato da una immaginaria nobiltà spagnolesca, dilapida i suoi averi nel gioco del lotto nella speranza di riacquistare l'antico fasto che gli competerebbe.
Tra 1898 e 1911 scrisse ancora Calanniredda, Il fondo della coppa  (rinominato il casto Giuseppe nella seconda edizione), Il liberatore (
in italiano), Finale di commedia, Popolo mio e La Samaritana. Morì a Roma,  povero e malato in una stanzetta di via Mecenate.

## Opere
- La Zolfara
- Versi
- 20 settembre 1870
- Muschigghiunazzu niuru (1890)
- Falgaris di Spagna
- Calanniredda
- Signor Mastru Sinnacu
- Il fondo della coppa (Il casto Giuseppe)
- Il liberatore
- Finale di commedia
- Popolo mio
- La Samaritana